# GLPi
GLPi (acrónimo: en francés: Gestionnaire Libre de Parc Informatique) es una solución libre de gestión de servicios de tecnología de la información (ITSM), un sistema de seguimiento de incidencias y de solución service desk. Este software de código abierto está editado en PHP y distribuido bajo una licencia GPL.
Como cualquier tecnología de código abierto, se puede ejecutar, modificar o desarrollar el código que es libre. De este modo, contribuidores pueden participar a la evolución de la solución proponiendo módulos adicionales libres y de código abierto en github. 
GLPi es una aplicación web que ayuda las empresas con la gestión de su sistema de información. Entre sus características, esta solución es capaz de construir un inventario de todos los recursos de la organización y de gestionar tareas administrativas y financieras. Las funcionalidades de este software ayudan a los administradores IT a crear una de base de datos de activos técnicos así como a gestionarla y proporciona un historial de las intervenciones de mantenimiento. La funcionalidad de asistencia (ticket) ofrece a los usuarios un servicio de declaración de incidencias o de solicitudes basadas en activos técnicos o no.

## Historia
El proyecto comunitario de GLPi empezó en el 2003 y fue dirigido por la asociación INDEPNET. A lo largo de los años, GLPi comenzó a extenderse y a ser ampliamente utilizado por las empresas y las comunidades, llevando a una necesidad de servicios profesionales alrededor de la solución. Aunque INDEPNET no tenía la intención de ofrecer servicios relacionados con el software, en el 2008 la asociación creó una red de socios para alcanzar diversos objetivos:
El primero fue la construcción de un ecosistema en el que los Socios podían participar al proyecto GLPi. En segundo lugar, los Socios apoyaban financieramente a la asociación para garantizar las evoluciones necesarias del software. Finalmente, el ecosistema garantizaría una prestación de servicios a través de una red conocida e identificada, directamente conectada con INDEPNET.
En 2009, Teclib’ empezó la integración del software y se convirtió en un actor clave en el desarrollo de la solución, vía el desarrollo del código de GLPi y la implementación de nuevas funcionalidades. Durante el verano 2015, los líderes de la comunidad de GLPi decidieron traspasar la gestión de la Roadmap y del liderazgo del desarrollo a Teclib’.
Por lo tanto, desde 2015, Teclib’ es el editor oficial de la solución GLPi y garantiza la I&D del software. 
El código permanece bajo licencia GPL y mantiene su carácter open source. GLPi sigue mejorando gracias a la implicación de los usuarios y de los profesionales, junto con la colaboración activa del editor.

## Desarrollo del Software[7]
El proyecto GLPi es una comunidad open source colaborativa de desarrolladores y especialistas en IT que juntan sus conocimientos para desarrollar el software GLPi. Esta colaboración se consigue por diferentes medios; instalar y utilizar GLPi, probar GLPi, someter actualizaciones, participar en la documentación o traducciones, solicitar funcionalidades…

### Mayores lanzamientos[8]

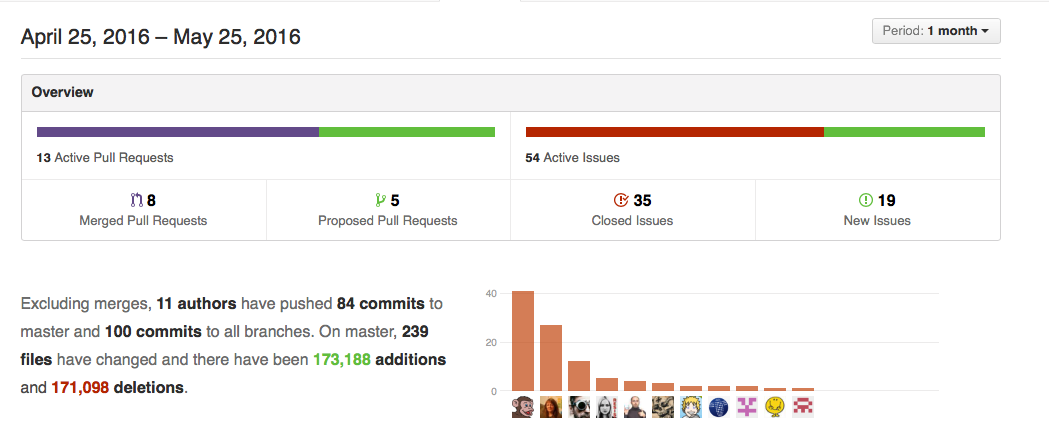
Communidad GLPi

Desde el 2003, GLPi se ha desarrollado y ha evolucionado a través de más de 80 versiones. Este es el calendario de las mayores versiones:

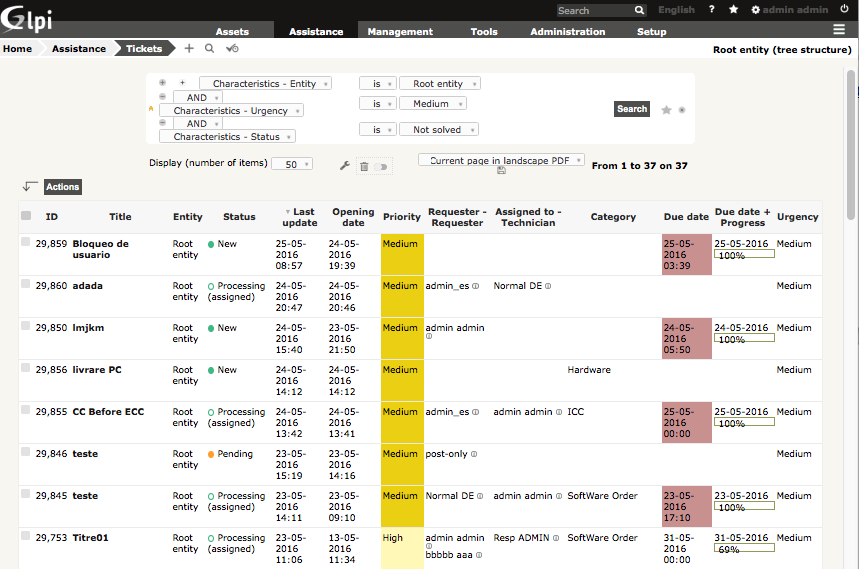

| Fecha                    | Versión                     |  |
| ------------------------ | --------------------------- |  |
| 20 de abril de 2022      | Última Versión: GLPI 10.0.0 |  |
| 27 de enero de 2022      | GLPI 9.5.7                  |  |
| 27 de noviembre de 2018  | GLPi 9.3.3                  |  |
| 25 de septiembre de 2017 | GLPi 9.2                    |  |
| 23 de septiembre de 2016 | GLPi 9.1                    |  |
| 9 de octubre de 2015     | GLPi 0.90                   |  |
| 12 de noviembre de 2014  | GLPi 0.85                   |  |
| 9 de augusto de 2013     | GLPi 0.84                   |  |
| 4 de abril de 2012       | GLPi 0.83                   |  |
| 26 de mayo de 2011       | GLPi 0.80                   |  |
| 12 de octubre de 2010    | GLPI 0.78                   |  |
| 15 de julio de 2009      | GLPi 0.72                   |  |
| 11 de julio de 2008      | GLPi 0.71                   |  |
| 21 de diciembre de 2007  | GLPi 0.70                   |  |
| 28 de julio de 2006      | GLPi 0.68                   |  |
| 29 de marzo de 2006      | GLPI 0.65                   |  |
| 20 de septiembre de 2005 | GLPi 0.6                    |  |
| 29 de abril de 2005      | GLPi 0.5                    |  |
| 17 de noviembre de 2003  | GLPi 0.2 – Primera Versión  |  |

## Descripción del Software
Tratándose de un software ITSM, las principales funcionalidades de GLPi son las siguientes:
- Gestión multi-entidades
- Gestión y asistencia multilingüe (45 idiomas disponibles)[9]
- Soporte multi-usuarios y sistema de autenticación múltiple
- Gestión administrativa y financiera
- Funcionalidades de inventario
- Gestión de expedición de tickets y solicitudes, funcionalidades de monitoreo
- Gestión de problemas y de cambios
- Gestión de licencias (ITIL Compliant)[10]
- Atribución de material: ubicación, usuarios y grupos
- Interfaz simplificada permitiendo a los usuarios finales rellenar un ticket de soporte
- Generador de reportes activos y Helpdesk: hardware, red o intervenciones (soporte)

## Características específicas[11]
| Funcionalidad                  | Especificidad |
| ------------------------------ | --- |
| Inventario                     | Inventario de ordenadores, impresoras periféricas en red y componentes asociados a través de una interfaz compuesta por OCS Inventory y FusionInventory |
| Inventario                     | Gestión administrativa, contratos, documentos relacionados con componentes del inventario                                                               |
| ServiceDesk ITIL Compliant     | Gestión de problemas en varios entornos vía la creación de tickets, gestión de los tickets, asignación, planificación de los tickets, etc.              |
| ServiceDesk ITIL Compliant     | Gestión de problemas, proyectos y cambios |
| Usuarios finales               | Historial de las intervenciones |
| Usuarios finales               | Encuesta de satisfacción |
| Usuarios finales               | Comentarios en solicitud |
| Usuarios finales               | Seguimiento de correos de la solicitud de intervención                                                                                                  |
| Técnicos                       | Gestión de las solicitudes de intervención |
| Técnicos                       | Escalamiento de los tickets |
| Estadísticas                   | Informes en varios formatos (PNG, SVG, CSV) |
| Estadísticas                   | Estadísticas globales |
| Estadísticas                   | Estadísticas por categoría (por técnico, hardware, usuario, categoría, prioridad, ubicación…)                                                           |
| Administración                 | Gestión del estado y de reservas del material |
| Administración                 | Gestión de los contratos y documentos |
| Administración                 | Sistema básico de gestión de sistema de conocimientos                                                                                                   |
| Administración                 | Gestión de las solicitudes de soporte para todo tipo de inventario de material                                                                          |
| Administración                 | Gestión de la información comercial y financiera (adquisición, garantía y extensión, amortización)                                                      |
| Reserva                        | Gestión de reservas |
| Reserva                        | Interfaz usuario (calendario) |
| Base de datos de conocimientos | Gestión de artículos de la base de datos de conocimientos y de la FAQ (Preguntas Frecuentes)                                                            |
| Base de datos de conocimientos | Gestión de contenidos por objetivos (perfiles, grupos, etc.)                                                                                            |
| Informes                       | Generación de informes de dispositivos (tipo de dispositivo, contrato asociado, informes comerciales)                                                   |

Además, GLPi tiene muchos plugins que añaden otras características. 

## Distribución
El software GLPi puede ser instalado y configurado de dos maneras diferentes, que sea a través de la forja comunitaria o mediante la red profesional. 
1. GLPi-Project: La versión estándar del software se puede descargar gratuitamente en los sitios web de la comunidad, donde todos los códigos fuentes están disponibles.
2. GLPi Network Archivado el 2 de junio de 2016 en Wayback Machine.:[18] GLPi Network es una distribución profesional e internacional que reúne el software libre GLPi, con soluciones de código abierto, plugins con valor añadido y módulos adicionales, desarrollados y proporcionados exclusivamente por Teclib’: FusionInventory, MariaDB, Debian GNU/Linux, etc.

La interfaz web de administración del ITSM, está proporcionada bajo el concepto de máquina virtual.

## Tecnologías utilizadas
GLPi utiliza las siguientes tecnologías:
- PHP 5.4 o más
- MySQL/MariaDB para la base de datos
- HTML para las páginas web
- CSS para las hojas de estilo
- XML para la generación de informes